# Кубок Англії з футболу 1968—1969
Кубок Англії з футболу 1968—1969 — 88-й розіграш найстарішого футбольного турніру у світі, Кубка виклику Футбольної Асоціації, також відомого як Кубок Англії. Вчетверте титул здобув Манчестер Сіті.

## Перший раунд
| Дата                      | Господарі                | Рахунок | Гості                    |
| ------------------------- | ------------------------ | ------- | ------------------------ |
| 16 листопада              | Честерфілд               | 2:0     | Скелмерсдейл Юнайтед     |
| 16 листопада              | Дарлінгтон               | 2:0     | Грімсбі Таун             |
| 16 листопада              | Дартфорд                 | 3:1     | Олдершот                 |
| 16 листопада              | Гартліпул Юнайтед        | 1:1     | Ротергем Юнайтед         |
| 19 листопада Перегравання | Ротергем Юнайтед         | 3:0     | Гартліпул Юнайтед        |
| 16 листопада              | Барнет                   | 1:1     | Брентвуд Таун            |
| 18 листопада Перегравання | Брентвуд Таун            | 1:0     | Барнет                   |
| 16 листопада              | Грантем                  | 2:1     | Челмсфорд Сіті           |
| 16 листопада              | Веймут                   | 2:1     | Йовіл Таун               |
| 16 листопада              | Редінг                   | 1:0     | Плімут Аргайл            |
| 16 листопада              | Маклсфілд Таун           | 1:3     | Лінкольн Сіті            |
| 16 листопада              | Лутон Таун               | 6:1     | Вейр                     |
| 16 листопада              | Свіндон Таун             | 1:0     | Кентербері Сіті          |
| 16 листопада              | Шрусбері Таун            | 1:1     | Порт Вейл                |
| 18 листопада Перегравання | Порт Вейл                | 3:1     | Шрусбері Таун            |
| 16 листопада              | Донкастер Роверз         | 1:0     | Ноттс Каунті             |
| 16 листопада              | Рексем                   | 4:2     | Олдем Атлетік            |
| 16 листопада              | Транмер Роверз           | 0:1     | Саутпорт                 |
| 16 листопада              | Стокпорт Каунті          | 3:0     | Бредфорд Парк-Авеню      |
| 16 листопада              | Оксфорд Юнайтед          | 2:3     | Свонсі Сіті              |
| 16 листопада              | Лейтонстоун              | 0:1     | Волсолл                  |
| 16 листопада              | Бангор Сіті              | 2:3     | Моркем                   |
| 16 листопада              | Барнслі                  | 0:0     | Рочдейл                  |
| 18 листопада Перегравання | Рочдейл                  | 0:1     | Барнслі                  |
| 16 листопада              | Брентфорд                | 2:0     | Вокінг                   |
| 16 листопада              | Бристоль Роверз          | 3:1     | Пітерборо Юнайтед        |
| 16 листопада              | Нортгемптон Таун         | 3:1     | Маргейт                  |
| 16 листопада              | Брайтон енд Гоув Альбіон | 2:2     | Кіддермінстер Гарріерз   |
| 20 листопада Перегравання | Кіддермінстер Гарріерз   | 0:1     | Брайтон енд Гоув Альбіон |
| 16 листопада              | Бредфорд Сіті            | 1:2     | Честер Сіті              |
| 16 листопада              | Гул Таун                 | 1:3     | Барроу                   |
| 16 листопада              | Олтрінгем                | 0:1     | Кру Александра           |
| 16 листопада              | Саутенд Юнайтед          | 9:0     | Кінгс-Лінн               |
| 16 листопада              | Ексетер Сіті             | 0:0     | Ньюпорт Каунті           |
| 18 листопада Перегравання | Ньюпорт Каунті           | 1:3     | Ексетер Сіті             |
| 16 листопада              | Менсфілд Таун            | 4:1     | Тау Лоу Таун             |
| 16 листопада              | Вілдстоун                | 1:1     | Сент-Олбанс Сіті         |
| 19 листопада Перегравання | Сент-Олбанс Сіті         | 1:0     | Вілдстоун                |
| 16 листопада              | Челтнем Таун             | 0:4     | Вотфорд                  |
| 16 листопада              | Воркінгтон               | 2:0     | Сканторп Юнайтед         |
| 16 листопада              | Герефорд Юнайтед         | 0:0     | Торкі Юнайтед            |
| 20 листопада Перегравання | Торкі Юнайтед            | 4:2     | Герефорд Юнайтед         |
| 16 листопада              | Бері Таун                | 0:0     | Борнмут                  |
| 20 листопада Перегравання | Борнмут                  | 3:0     | Бері Таун                |
| 16 листопада              | Саут Шилдс               | 0:6     | Йорк Сіті                |
| 16 листопада              | Колчестер Юнайтед        | 5:0     | Чешем Юнайтед            |
| 16 листопада              | Білстон Таун             | 1:3     | Галіфакс Таун            |
| 16 листопада              | Вотерлувіл               | 1:2     | Кеттерінг Таун           |
| 16 листопада              | Лейтон Орієнт            | 1:1     | Джиллінгем               |
| 19 листопада Перегравання | Джиллінгем               | 2:1     | Лейтон Орієнт            |

## Другий раунд
До другого раунду увійшли переможці першого раунду. 
| Дата                   | Господарі                | Рахунок | Гості            |
| ---------------------- | ------------------------ | ------- | ---------------- |
| 7 грудня               | Честер Сіті              | 1:1     | Лінкольн Сіті    |
| 11 грудня Перегравання | Лінкольн Сіті            | 2:1     | Честер Сіті      |
| 7 грудня               | Честерфілд               | 2:1     | Рексем           |
| 7 грудня               | Дарлінгтон               | 0:0     | Барнслі          |
| 10 грудня Перегравання | Барнслі                  | 1:0     | Дарлінгтон       |
| 7 грудня               | Борнмут                  | 0:0     | Бристоль Роверз  |
| 10 грудня Перегравання | Бристоль Роверз          | 1:0     | Борнмут          |
| 7 грудня               | Грантем                  | 0:2     | Свіндон Таун     |
| 7 грудня               | Вотфорд                  | 1:0     | Брентфорд        |
| 7 грудня               | Веймут                   | 1:1     | Свонсі Сіті      |
| 10 грудня Перегравання | Свонсі Сіті              | 2:0     | Веймут           |
| 7 грудня               | Редінг                   | 0:0     | Торкі Юнайтед    |
| 11 грудня Перегравання | Торкі Юнайтед            | 1:2     | Редінг           |
| 7 грудня               | Лутон Таун               | 3:1     | Джиллінгем       |
| 7 грудня               | Донкастер Роверз         | 2:1     | Саутпорт         |
| 7 грудня               | Стокпорт Каунті          | 2:0     | Барроу           |
| 7 грудня               | Брайтон енд Гоув Альбіон | 1:2     | Нортгемптон Таун |
| 7 грудня               | Саутенд Юнайтед          | 10:1    | Брентвуд Таун    |
| 7 грудня               | Сент-Олбанс Сіті         | 1:1     | Волсолл          |
| 10 грудня Перегравання | Волсолл                  | 3:1     | Сент-Олбанс Сіті |
| 7 грудня               | Порт Вейл                | 0:0     | Воркінгтон       |
| 11 грудня Перегравання | Воркінгтон               | 1:2     | Порт Вейл        |
| 7 грудня               | Галіфакс Таун            | 1:1     | Кру Александра   |
| 11 грудня Перегравання | Кру Александра           | 1:3     | Галіфакс Таун    |
| 7 грудня               | Йорк Сіті                | 2:0     | Моркем           |
| 7 грудня               | Кеттерінг Таун           | 5:0     | Дартфорд         |
| 7 грудня               | Ротергем Юнайтед         | 2:2     | Менсфілд Таун    |
| 9 грудня Перегравання  | Менсфілд Таун            | 1:0     | Ротергем Юнайтед |
| 7 грудня               | Колчестер Юнайтед        | 0:1     | Ексетер Сіті     |

## Третій раунд
| Дата                 | Господарі            | Рахунок | Гості                   |
| -------------------- | -------------------- | ------- | ----------------------- |
| 4 січня              | Бернлі               | 3:1     | Дербі Каунті            |
| 4 січня              | Бері                 | 1:2     | Гаддерсфілд Таун        |
| 4 січня              | Ліверпуль            | 2:0     | Донкастер Роверз        |
| 4 січня              | Престон Норт-Енд     | 3:0     | Ноттінгем Форест        |
| 4 січня              | Вотфорд              | 2:0     | Порт Вейл               |
| 4 січня              | Волсолл              | 0:1     | Тоттенгем Готспур       |
| 4 січня              | Блекберн Роверз      | 2:0     | Стокпорт Каунті         |
| 4 січня              | Астон Вілла          | 2:1     | Квінз Парк Рейнджерс    |
| 4 січня              | Шеффілд Венсдей      | 1:1     | Лідс Юнайтед            |
| 8 січня Перегравання | Лідс Юнайтед         | 1:3     | Шеффілд Венсдей         |
| 4 січня              | Болтон Вондерерз     | 2:1     | Нортгемптон Таун        |
| 4 січня              | Мідлсбро             | 1:1     | Міллволл                |
| 6 січня Перегравання | Міллволл             | 1:0     | Мідлсбро                |
| 4 січня              | Вест-Бромвіч Альбіон | 3:0     | Норвіч Сіті             |
| 4 січня              | Сандерленд           | 1:4     | Фулгем                  |
| 4 січня              | Евертон              | 2:1     | Іпсвіч Таун             |
| 4 січня              | Свіндон Таун         | 0:2     | Саутенд Юнайтед         |
| 4 січня              | Ньюкасл Юнайтед      | 4:0     | Редінг                  |
| 4 січня              | Манчестер Сіті       | 1:0     | Лутон Таун              |
| 4 січня              | Барнслі              | 1:1     | Лестер Сіті             |
| 8 січня Перегравання | Лестер Сіті          | 2:1     | Барнслі                 |
| 4 січня              | Бристоль Роверз      | 1:1     | Кеттерінг Таун          |
| 8 січня Перегравання | Кеттерінг Таун       | 1:2     | Бристоль Роверз         |
| 4 січня              | Ковентрі Сіті        | 3:1     | Блекпул                 |
| 4 січня              | Портсмут             | 3:0     | Честерфілд              |
| 4 січня              | Вест Гем Юнайтед     | 3:2     | Бристоль Сіті           |
| 4 січня              | Галл Сіті            | 1:3     | Вулвергемптон Вондерерз |
| 4 січня              | Челсі                | 2:0     | Карлайл Юнайтед         |
| 4 січня              | Ексетер Сіті         | 1:3     | Манчестер Юнайтед       |
| 4 січня              | Менсфілд Таун        | 2:1     | Шеффілд Юнайтед         |
| 4 січня              | Кардіфф Сіті         | 0:0     | Арсенал                 |
| 7 січня Перегравання | Арсенал              | 2:0     | Кардіфф Сіті            |
| 4 січня              | Свонсі Сіті          | 0:1     | Галіфакс Таун           |
| 4 січня              | Чарльтон Атлетік     | 0:0     | Крістал Пелес           |
| 8 січня Перегравання | Крістал Пелес        | 0:2     | Чарльтон Атлетік        |
| 4 січня              | Йорк Сіті            | 0:2     | Сток Сіті               |
| 4 січня              | Бірмінгем Сіті       | 2:1     | Лінкольн Сіті           |
| 4 січня              | Оксфорд Юнайтед      | 1:1     | Саутгемптон             |
| 8 січня Перегравання | Саутгемптон          | 2:0     | Оксфорд Юнайтед         |

## Четвертий раунд
У цьому раунді зіграли переможці попереднього етапу.
| Дата                  | Господарі         | Рахунок | Гості                   |
| --------------------- | ----------------- | ------- | ----------------------- |
| 25 січня              | Ліверпуль         | 2:1     | Бернлі                  |
| 25 січня              | Престон Норт-Енд  | 0:0     | Челсі                   |
| 3 лютого Перегравання | Челсі             | 2:1     | Престон Норт-Енд        |
| 25 січня              | Саутгемптон       | 2:2     | Астон Вілла             |
| 29 січня Перегравання | Астон Вілла       | 2:1     | Саутгемптон             |
| 25 січня              | Блекберн Роверз   | 4:0     | Портсмут                |
| 25 січня              | Шеффілд Венсдей   | 2:2     | Бірмінгем Сіті          |
| 28 січня Перегравання | Бірмінгем Сіті    | 2:1     | Шеффілд Венсдей         |
| 25 січня              | Болтон Вондерерз  | 1:2     | Бристоль Роверз         |
| 25 січня              | Евертон           | 2:0     | Ковентрі Сіті           |
| 25 січня              | Ньюкасл Юнайтед   | 0:0     | Манчестер Сіті          |
| 29 січня Перегравання | Манчестер Сіті    | 2:0     | Ньюкасл Юнайтед         |
| 25 січня              | Тоттенгем Готспур | 2:1     | Вулвергемптон Вондерерз |
| 25 січня              | Фулгем            | 1:2     | Вест-Бромвіч Альбіон    |
| 25 січня              | Манчестер Юнайтед | 1:1     | Вотфорд                 |
| 3 лютого Перегравання | Вотфорд           | 0:2     | Манчестер Юнайтед       |
| 25 січня              | Міллволл          | 0:1     | Лестер Сіті             |
| 25 січня              | Гаддерсфілд Таун  | 0:2     | Вест Гем Юнайтед        |
| 25 січня              | Менсфілд Таун     | 2:1     | Саутенд Юнайтед         |
| 25 січня              | Арсенал           | 2:0     | Чарльтон Атлетік        |
| 25 січня              | Сток Сіті         | 1:1     | Галіфакс Таун           |
| 28 січня Перегравання | Галіфакс Таун     | 0:3     | Сток Сіті               |

## П'ятий раунд
На цьому етапі зіграли переможці попереднього раунду.
| Дата                   | Господарі            | Рахунок | Гості             |
| ---------------------- | -------------------- | ------- | ----------------- |
| 11 лютого              | Бірмінгем Сіті       | 2:2     | Манчестер Юнайтед |
| 24 лютого Перегравання | Манчестер Юнайтед    | 6:2     | Бірмінгем Сіті    |
| 12 лютого              | Вест-Бромвіч Альбіон | 1:0     | Арсенал           |
| 12 лютого              | Евертон              | 1:0     | Бристоль Роверз   |
| 12 лютого              | Тоттенгем Готспур    | 3:2     | Астон Вілла       |
| 12 лютого              | Челсі                | 3:2     | Сток Сіті         |
| 24 лютого              | Блекберн Роверз      | 1:4     | Манчестер Сіті    |
| 26 лютого              | Менсфілд Таун        | 3:0     | Вест Гем Юнайтед  |
| 1 березня              | Лестер Сіті          | 0:0     | Ліверпуль         |
| 3 березня Перегравання | Ліверпуль            | 0:1     | Лестер Сіті       |

## Шостий раунд
На цьому етапі зіграли переможці попереднього раунду.
| Дата      | Господарі         | Рахунок | Гості                |
| --------- | ----------------- | ------- | -------------------- |
| 1 березня | Челсі             | 1:2     | Вест-Бромвіч Альбіон |
| 1 березня | Манчестер Сіті    | 1:0     | Тоттенгем Готспур    |
| 1 березня | Манчестер Юнайтед | 3:0     | Евертон              |
| 8 березня | Менсфілд Таун     | 0:1     | Лестер Сіті          |

## Півфінали
У півфіналах зіграли команди, що перемогли на попередньому етапі.
| Дата       | Господарі      | Рахунок | Гості                |
| ---------- | -------------- | ------- | -------------------- |
| 22 березня | Манчестер Сіті | 1:0     | Евертон              |
| 29 березня | Лестер Сіті    | 1:0     | Вест-Бромвіч Альбіон |

## Фінал
| 26 квітня 1969 15:00 BST |

| Манчестер Сіті | 1:0      | Лестер Сіті |
| -------------- | -------- | ----------- |
| Янг 24'        | Протокол |             |

| Вемблі, Лондон Глядачів: 100 000 Арбітр: Джордж Маккейб |